# Temple Grandin

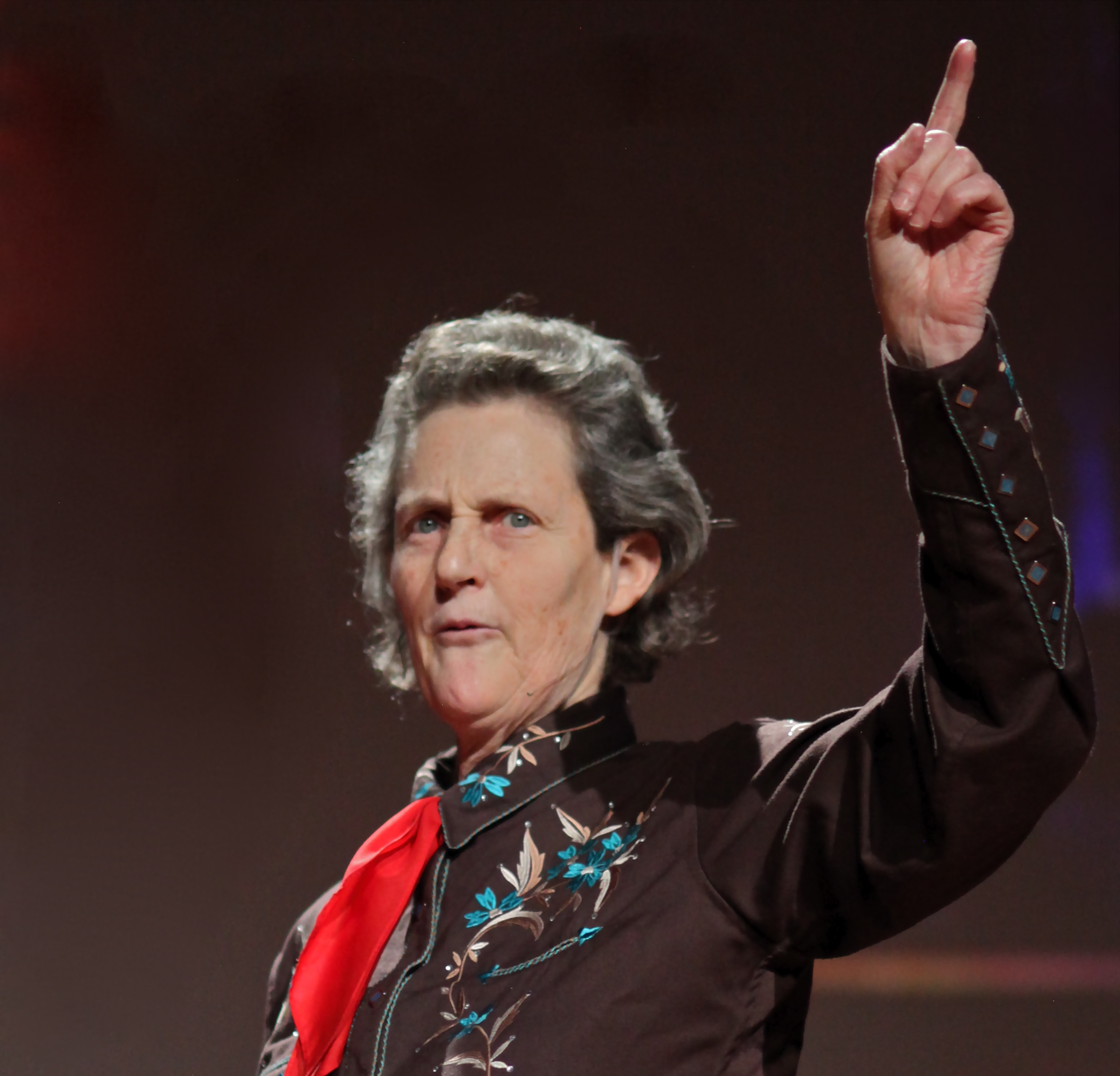
Grandin in 2010.

Temple Grandin (Boston, 29 augustus 1947) is Amerikaanse zoöloog en bekend hoogbegaafd persoon met autisme. Ze is hoogleraar aan de Colorado State University en professioneel ontwerper van 'diervriendelijke' slachterijen. In 2010 verscheen er een biografische film over haar leven.

## Scholing
Grandin groeide op met de diagnose van hersenbeschadiging en pas op latere leeftijd met de diagnose autisme. Met steun van haar ouders en mentors op school, behaalde ze in 1970 een graad in psychologie, in 1975 een master en in 1989 een doctoraat in zoölogie.

## Specialist
Grandin is in de eerste plaats een specialist in het ontwerpen en inrichten van installaties voor vee, zoals slachthuizen en rundveehouderijen. Ze probeert het vee in zo goed mogelijke omstandigheden te laten leven, wat de kwaliteit van leven van het vee en de kwaliteit van het vlees ten goede komt en de kosten drukt.

## Autisme
Buiten haar werk is Grandin bekend geworden door het boek Een Antropoloog op Mars van Oliver Sacks, waarin de autistische Grandin beschreven wordt. De titel van het boek verwijst naar het gevoel van Grandin tussen 'neurotypische' (niet-autistische) mensen. Grandin heeft getuigenis afgelegd over haar autisme in veel televisieoptredens en in verschillende boeken. Vanuit persoonlijke ervaring pleit Grandin voor vroeginterventie en steunende leerkrachten die autistische kinderen kunnen begeleiden naar een goed leven.
In haar autobiografische werken heeft ze haar hyper-/overgevoeligheid voor geluid en andere zintuiglijke prikkels beschreven. Ze is een -bij voorkeur- visueel denker en beschouwt gesproken taal eerder als aanvullend.
Ze schrijft haar succes als dierkundige toe aan de mogelijkheid om zich details te herinneren, eigen aan haar visueel geheugen. Ze vergelijkt haar geheugen met volledige films in haar hoofd die naar haar wens opnieuw afgespeeld kunnen worden, waardoor het haar mogelijk wordt om kleine details op te merken die anders over het hoofd gezien worden. Ze kan de herinnerde beelden ook vanuit een andere ooghoek bekijken. Haar kwaliteiten, die ze gebruikt in haar beroep, zijn de waarneming van verandering van details waar dieren (in het bijzonder koeien) heel gevoelig voor zijn, en haar visualisatievaardigheden om doordacht en diervriendelijk (slacht)materiaal te ontwerpen.

### Knuffelmachine
Ze gebruikte een 'knuffelmachine' die ze zelf ontwikkelde toen ze 18 was. De machine wordt ook beschreven in Een Antropoloog op Mars. Ze vond de druk die de machine uitoefende prettig, maar vond het niet prettig om omhelsd te worden door mensen. De machine ging kapot in 2008. Ze heeft nooit de tijd genomen om de machine te repareren. "I'm into hugging people now." ("Ik vind het nu fijn om mensen te knuffelen.")

## Activist
Grandin wordt beschouwd als een van de filosofische spitsfiguren van zowel dierenrechten - als autismerechtenbewegingen. Beide bewegingen citeren haar werk over dierenrechten, neurologie en filosofie. Ze kent zeer goed de angst zich bedreigd te voelen door de omgeving en van afgewezen en gevreesd te zijn. Haar zakelijke website beschrijft onder meer hoe slachthuizen en veeboerderijen verbeterd kunnen worden. Een van haar belangrijke essays over dierenwelzijn is Dieren zijn geen dingen, waarin ze uitlegt dat dieren weliswaar technisch als bezit worden beschouwd in onze samenleving maar dat het recht hen uiteindelijk ethische bescherming of 'rechten' geeft. Een mens mag een ding kapotmaken, maar geen dier martelen.

## Publicaties
- Emergence: Labeled Autistic (with Margaret Scariano, 1986, updated 1991), ISBN 0-446-67182-7
- The Learning Style of People with Autism: An Autobiography (1995). In Teaching Children with Autism : Strategies to Enhance Communication and Socialization, Kathleen Ann Quill, ISBN 0-8273-6269-2
- Thinking in Pictures: Other Reports from My Life with Autism (1996) ISBN 0-679-77289-8
- Developing Talents: Careers for Individuals with Asperger Syndrome and High-Functioning Autism (2004). ISBN 1-931282-56-0
- Denken als de dieren: De visie van een autistische wetenschapper op het gedrag van dieren (met Catherine Johnson, 2005), ISBN 90-229-8785-X
- The Unwritten Rules of Social Relationships: Decoding Social Mysteries Through the Unique Perspectives of Autism (with Sean Barron, 2005), ISBN 1-932565-06-X
- The Way I See It: A Personal Look At Autism And Asperger's (2008), ISBN 9781932565720
- Animals Make Us Human: Creating the Best life for Animals (with Catherine Johnson, 2009), ISBN 978-0-15-101489-7
- The Autistic Brain: Thinking Across the Spectrum (with Richard Panek, 2013), ISBN 978-0-547-63645-0
- Genetics and the Behavior of Domestic Animals, Second Edition (with Mark Deesing, 2013), ISBN 978-0-12-394586-0
- Improving animal welfare: a practical approach (2010). ISBN 978-1-84593-541-2, CABI, UK
- Livestock handling and transport (2007). ISBN 978-1-84593-219-0. CABI, UK.
- Grandin, T. 2013. Making slaughterhouses more humane for cattle, pigs, and sheep. Annual Review of Animal Biosciences. 1:491-512.
- Grandin, T. 2001. Cattle vocalizations are associated with handling and equipment problems at beef slaughter plants. Applied Animal Behaviour Science. Volume 71, 2001, Pg. 191-201.
- Grandin, T. 1996. Factors That Impede Animal Movement at Slaughter Plants. Journal of the American Veterinary Medical Association. 209 No.4:757-759.
- Grandin, T. 1995. Restraint of Livestock. Proceedings: Animal Behaviour Design of Livestock and Poultry Systems International Conference (pages 208-223). Published by: Northeast Regional Agriculture Engineering Service. Cooperative Extension. 152 Riley - Robb Hall, Ithaca, New York, 14853 USA.
- Grandin, T. 1994. Euthanasia and Slaughter of Livestock. Journal of American Veterinary Medical Association. Volume 204:1354-1360.
- Grandin, T. 1989 (Updated 1999). Behavioral Principles of Livestock Handling. Professional Animal Scientist. December 1989 (pages 1–11).